# 横浜音楽祭
横浜音楽祭（よこはまおんがくさい）は、アール・エフ・ラジオ日本（当時はラジオ関東）の主催により1974年から1991年ごろ（1988年は昭和天皇の容態悪化に配慮して中止）にかけて開催された音楽祭である。開催時期は10月。文化放送「新宿音楽祭」、ニッポン放送「銀座音楽祭」、ABC「ABC歌謡新人グランプリ」と並んでラジオ局による歌謡新人賞レース序盤の重要な大会であった。後援は神奈川県・横浜市・テレビ神奈川など。

## 概要
大会名は、アール・エフ・ラジオ日本の本社が横浜市にあったことに由来しており、会場は初期が横浜文化体育館、1976年以後は神奈川県立県民ホールが使用された。また過去には東京12チャンネルで編集版が、TVKテレビでは生放送でテレビ放送されていたことがある。1974年「第1回横浜音楽祭」、最もベストな歌手に与えられる「横浜音楽祭賞」は西城秀樹・森進一・山口百恵が受賞した。
1990年代になると、音楽の多様化等により在京ラジオ、テレビ局問わず音楽祭が廃止する中、横浜音楽祭も1991年をもって終了となり、1996年以降は、ラジオ日本歌の感謝祭として開催されている。

## 出演者

### 司会
- 坂井隆夫
- 曽根幸明、松島トモ子（1984年）

### 演奏
- 松本文男とミュージックメーカーズ、フラワー・アンサンブル（指揮：松本文男）

## 受賞者一覧

### 最優秀新人
- 中条きよし（1974年）[3]
- 細川たかし（1975年）[3]
- 新沼謙治（1976年）[3]
- 狩人（1977年）[3]
- 渡辺真知子（1978年）[3]
- 宮本典子（1979年）[3]
- 岩崎良美（1980年）[4]
- 近藤真彦（1981年）[4]
- 中森明菜（1982年）[4]
- 桑田靖子（1983年）[5]
- 吉川晃司（1984年）
- 本田美奈子（1985年）
- 少年隊（1986年）
- 酒井法子（1987年）
- マルシア（1989年）
- 晴山さおり（1990年）
- 唐木淳（1991年）

### 新人特別賞
- 伊藤咲子（1974年）[3]
- 岩崎宏美（1975年）[3]
- 吉田真梨（1976年）[3]
- 高田みづえ（1977年）[3]
- さとう宗幸（1978年）[3]
- 倉田まり子（1979年）[3]
- 田原俊彦、松田聖子、松村和子（1980年）[4]
- 山川豊（1981年）[4]
- 尾形大作、シブがき隊（1982年）[4]
- 鳥羽一郎（1983年）[6]
- 岡田有希子（1984年）